# ニコラス・キーファー
ニコラス・キーファー（Nicolas Kiefer、1977年7月5日 - ）は、ドイツ・ホルツミンデン出身の男子プロテニス選手。ATPツアーでシングルス6勝、ダブルス3勝を挙げた。シングルス自己最高ランキングは4位。身長182cm、体重80kg。右利き、バックハンド・ストロークは両手打ち。

## 来歴
6歳からテニスを始め、1993年に16歳でドイツのジュニアチャンピオンになった。1995年全豪オープンと1995年全米オープンの男子ジュニア部門で優勝。
| ジュニアグランドスラム |    |    |
| 全豪オープン           | A  | W  |
| 全仏オープン           | 1R | SF |
| ウィンブルドン         | A  | F  |
| 全米オープン           | 3R | W  |

同年にプロ入り。1997年ウィンブルドン選手権で初のベスト8進出を果たす。この大会で、長年ドイツの男子テニス界をリードしてきた2強豪ボリス・ベッカーとミヒャエル・シュティヒが同時に現役引退を表明したため、後継者としてのキーファーは地元ファンの大きな期待を集め始めた。同年9月、トゥールーズ・テニス・グランプリでツアー初優勝を果たす。
1998年全豪オープンでも8強入りする。1999年にキーファーは男子ツアーのシングルスで年間3勝を挙げたが、その中には4月にジャパン・オープン・テニス選手権の優勝が含まれている。2000年は全豪オープンと全米オープンで準々決勝に進出し、年間2勝を記録した。だが、2000年10月の香港オープンの優勝が自身最後の優勝になり、2001年以後のキーファーは男子テニスツアーで10度の準優勝止まりであった。
キーファーはオリンピックのドイツ選手団の一員として、2000年シドニー五輪と2004年アテネ五輪、2008年北京五輪の3回出場を果たしている。アテネではライナー・シュットラーとペアを組んで、男子ダブルスの銀メダルを獲得した。この時は決勝でチリのニコラス・マスー/フェルナンド・ゴンサレス組に2-6, 6-4, 6-3, 6-7, 4-6のフルセットで敗れた。
2006年全豪オープンで、キーファーはついに4大大会の自己最高成績となるベスト4進出を果たした。その準決勝では第1シードのロジャー・フェデラーに3-6, 7-5, 0-6, 2-6で敗れ、決勝進出はならなかった。ところが、全仏オープン3回戦でトマーシュ・ベルディハに敗れた試合の後、故障による長期間の戦線離脱を余儀なくされる。1年間のブランクを経て、ようやく2007年6月に試合復帰を果たした。ATPツアーのランキングシステムでは、1年間の出場トーナメント数が3大会に満たないと、世界ランキングの対象外になるため、キーファーは2007年6月にATPツアーランキングから外れたことがある。それを乗り越えて、10月のマドリード・マスターズでベスト4に入り、年間の最終ランキングで50位以内に復帰した。
2008年ウィンブルドン選手権で、キーファーは久々に第27シードを得たが、3回戦で第2シードのラファエル・ナダルに6-7, 2-6, 3-6のストレートで完敗した。
キーファーは2010年に現役を引退した。

## ATPツアー決勝進出結果

### シングルス: 19回 (6勝13敗)
| 大会グレード                                  |
| グランドスラム (0-0)                          |
| テニス・マスターズ・カップ (0-0)              |
| ATPマスターズシリーズ (0-1)                   |
| ATPインターナショナルシリーズ・ゴールド (1-3) |
| ATPインターナショナルシリーズ (5–9)           |

| サーフェス別タイトル |
| ハード (5–6)         |
| クレー (0-0)         |
| 芝 (1-2)             |
| カーペット (0-5)     |

| 結果   | No. | 決勝日         | 大会                 | サーフェス        | 対戦相手                     | スコア                     |
| ------ | --- | -------------- | -------------------- | ----------------- | ---------------------------- | -------------------------- |
| 優勝   | 1.  | 1997年9月22日  | トゥールーズ         | ハード (室内)     | マーク・フィリプーシス       | 7–5, 5–7, 6–4              |
| 準優勝 | 1.  | 1997年10月13日 | シンガポール         | カーペット        | マグヌス・グスタフソン       | 6–4, 3–6, 3–6              |
| 準優勝 | 2.  | 1999年2月15日  | ドバイ               | ハード            | ジェローム・ゴルマール       | 4–6, 2–6                   |
| 優勝   | 2.  | 1999年4月12日  | 東京                 | ハード            | ウェイン・フェレイラ         | 7–6(5), 7–5                |
| 優勝   | 3.  | 1999年6月7日   | ハーレ               | 芝                | ニクラス・クルティ           | 6–3, 6–2                   |
| 優勝   | 4.  | 1999年9月13日  | タシュケント         | ハード            | ジョルジュ・バストル         | 6–4, 6–2                   |
| 準優勝 | 3.  | 1999年10月19日 | ウィーン             | カーペット        | グレグ・ルーゼドスキー       | 7–6(5), 6–2, 3–6, 5–7, 4–6 |
| 優勝   | 5.  | 2000年2月7日   | ドバイ               | ハード            | フアン・カルロス・フェレーロ | 7–5, 4–6, 6–3              |
| 優勝   | 6.  | 2000年10月2日  | 香港                 | ハード            | マーク・フィリプーシス       | 7–6(4), 2–6, 6–2           |
| 準優勝 | 4.  | 2001年10月8日  | モスクワ             | カーペット (室内) | エフゲニー・カフェルニコフ   | 4–6, 5–7                   |
| 準優勝 | 5.  | 2002年6月17日  | ハーレ               | 芝                | エフゲニー・カフェルニコフ   | 6–2, 4–6, 4–6              |
| 準優勝 | 6.  | 2003年6月16日  | ハーレ               | 芝                | ロジャー・フェデラー         | 1–6, 3–6                   |
| 準優勝 | 7.  | 2004年2月16日  | メンフィス           | ハード (室内)     | ヨアキム・ヨハンソン         | 6–7(5), 3–6                |
| 準優勝 | 8.  | 2004年3月1日   | スコッツデール       | ハード            | ヴィンセント・スペーディア   | 5–7, 7–6(5), 3–6           |
| 準優勝 | 9.  | 2004年7月19日  | インディアナポリス   | ハード            | アンディ・ロディック         | 2–6, 3–6                   |
| 準優勝 | 10. | 2004年7月12日  | ロサンゼルス         | ハード            | トミー・ハース               | 6–7(6), 4–6                |
| 準優勝 | 11. | 2005年10月10日 | モスクワ             | カーペット (室内) | イーゴリ・アンドレエフ       | 7–5, 6–7(3), 2–6           |
| 準優勝 | 12. | 2005年10月24日 | サンクトペテルブルク | カーペット (室内) | トーマス・ヨハンソン         | 4–6, 2–6                   |
| 準優勝 | 13. | 2008年7月27日  | トロント             | ハード            | ラファエル・ナダル           | 3–6, 2–6                   |

### ダブルス: 4回 (3勝1敗)
| 結果   | No. | 決勝日         | 大会         | サーフェス        | パートナー                 | 対戦相手                                    | スコア                     |
| ------ | --- | -------------- | ------------ | ----------------- | -------------------------- | ------------------------------------------- | -------------------------- |
| 優勝   | 1.  | 1998年10月19日 | オストラヴァ | カーペット (室内) | ダーヴィト・プリノジル     | デイヴィッド・アダムズ パベル・ビズネル     | 6–4, 6–3                   |
| 優勝   | 2.  | 2002年7月22日  | ロサンゼルス | ハード            | セバスチャン・グロジャン   | ジャスティン・ギメルストブ ミカエル・ロドラ | 6–4, 6–4                   |
| 優勝   | 3.  | 2003年9月29日  | 東京         | ハード            | ジャスティン・ギメルストブ | マーク・マークレイン スコット・ハンフリーズ | 6–7(6), 6–3, 7–6(4)        |
| 準優勝 | 1.  | 2004年8月15日  | アテネ五輪   | ハード            | ライナー・シュットラー     | ニコラス・マスー フェルナンド・ゴンサレス   | 2–6, 6–4, 6–3, 6–7(7), 4–6 |

## 4大大会シングルス成績
略語の説明
| W | F | SF | QF | #R | RR | Q# | LQ | A | Z# | PO | G | S | B | NMS | P | NH |

W=優勝, F=準優勝, SF=ベスト4, QF=ベスト8, #R=#回戦敗退, RR=ラウンドロビン敗退, Q#=予選#回戦敗退, LQ=予選敗退, A=大会不参加, Z#=デビスカップ/BJKカップ地域ゾーン, PO=デビスカップ/BJKカッププレーオフ, G=オリンピック金メダル, S=オリンピック銀メダル, B=オリンピック銅メダル, NMS=マスターズシリーズから降格, P=開催延期, NH=開催なし.
| 大会           | 1995 | 1996 | 1997 | 1998 | 1999 | 2000 | 2001 | 2002 | 2003 | 2004 | 2005 | 2006 | 2007 | 2008 | 2009 | 2010 | 通算成績 |
| -------------- | ---- | ---- | ---- | ---- | ---- | ---- | ---- | ---- | ---- | ---- | ---- | ---- | ---- | ---- | ---- | ---- | -------- |
| 全豪オープン   | A    | 1R   | A    | QF   | 3R   | QF   | 2R   | 1R   | A    | 1R   | 1R   | SF   | A    | 1R   | A    | A    | 16–10    |
| 全仏オープン   | A    | LQ   | 1R   | 2R   | 1R   | 1R   | 1R   | 1R   | 2R   | 2R   | 4R   | 3R   | A    | A    | 2R   | A    | 9–10     |
| ウィンブルドン | LQ   | A    | QF   | 3R   | 2R   | 1R   | 4R   | 3R   | 1R   | 1R   | 3R   | A    | 3R   | 3R   | 1R   | 1R   | 18–13    |
| 全米オープン   | A    | A    | A    | 3R   | 3R   | QF   | 1R   | 1R   | 2R   | 4R   | 4R   | A    | 2R   | 1R   | 2R   | A    | 17–11    |

※: 2005年全仏の不戦敗は通算成績に含まない